# Дементіївка
Деме́нтіївка — село в Україні, у Дергачівській міській громаді Харківського району Харківської області. Населення - 1 особа.

## Географія
Село Дементіївка розташоване біля витоків безіменної річки, яка через 7 км впадає у річку Лопань (ліва притока), на річці є багато загат, нижче за течією за 4,5 км — смт Прудянка.

## Населення

### Мова
Розподіл населення за рідною мовою за даними перепису 2001 року:
| Мова       | Кількість | Відсоток |
| ---------- | --------- | -------- |
| українська | 26        | 74.29%   |
| російська  | 9         | 25.71%   |
| Усього     | 35        | 100%     |

## Історія
У 1793 році була побудована Успенська церква, дерев'яна однопрестольна.
За даними на 1864 рік у власницькому селі, центрі Дементіївської волості Харківського повіту, мешкало 2107 осіб (1095 чоловічої та 1012 — жіночої статі), налічувалось 285 дворових господарств, існувала православна церква.
Станом на 1914 рік кількість мешканців зросла до 3456 осіб.
12 червня 2020 року, відповідно з розпорядженням Кабінету Міністрів України № 725-р «Про визначення адміністративних центрів та затвердження територій територіальних громад Харківської області», село увійшло до складу Дергачівської міської громади.
19 липня 2020 року, в результаті адміністративно-територіальної реформи та ліквідації Дергачівського району, село увійшло до складу Харківського району.

## Російсько-українська війна
Через те, що село розташоване на пагорбі, важка артилерія російських окупантів регулярно обстрілювала середмістя Харкова, тому у 2022 році стало місцем запеклого протистояння між захисниками України та російськими військами.
Навесні 2022 року під час російського вторгнення в Україну село перебувало під тимчасовою російською окупацією, яке 18 травня 2022 року було звільнено від російських загарбників силами ЗСУ.
Біля села загинув український адвокат, волонтер та військовослужбовець, солдат окремого загону спеціального призначення «Омега» Національної гвардії України Дмитро Антоненко.
13 липня 2022 року українські війська були вимушені тимчасово залишили Дементіївку. 18 липня 2022 року розвідувальна група Головного управління розвідки «Кедр» провела спецоперацію в селі, в ході якої було виявлено чисельний підрозділ окупантів, що розміщувався у зруйнованих будівлях. В результаті вогневого ураження 36 окупантів було знищено, а чимало окупантів отримали поранення різного ступеню тяжкості. Командир взводу ворожої ДРГ був поранений та взятий у полон. За інформацією розвідки, ним виявився уродженець Запорізької області Станіслав Трутнєв, 1989 року народження, який був військовослужбовцем 140-го загону спецпризначення боротьби з підводними диверсійними силами та засобами Північного флоту ВМФ Росії (в/ч 69068, селище Відяєво, Мурманської області), раніше був відряджений до Сирії.
Більшість будинків та інфраструктури села зруйнована російськими окупантами, а доля місцевих мешканців, що залишилися, невідома. Блогер та письменник Юрій Гудименко, який також воював у Дементіївці, у вересні 2023 відвідав село і вказав, що залишилось двоє мешканців і встановлений невеликий меморіял пам'яті загиблих воїнів.